# Lumea non-A
Lumea non-A (1948) (titlu original The World of Null-A), scris de obicei Lumea Ā, este un roman science fiction scris de A. E. van Vogt. Acesta a fost inițial serializat în trei numere din Astounding Stories în 1945. Romanul încorporează concepte din semantica generală a lui Alfred Korzybski și se referă la logica non-aristoteliană.

## Istoria publicării
Lumea non-A a fost publicat inițial în 1945 sub forma unui serial în revista Astounding Science Fiction, editată de John W. Campbell, Jr.. Pentru lansarea în volum care a avut loc în 1948 la Simon and Schuster, Van Vogt a revizuit și a scurtat acțiunea. În 1970, van Vogt a revizuit din nou cartea (mult mai puțin de data aceasta) și a adăugat o introducere în care își apăra opera și, în același timp, admitea că seria originală conține anumite greșeli.

## Sinopsis
În viitor, Mașina Jocurilor controlează evoluția omenirii, având grijă să împiedice ajungerea în poziții cheie a unor persoane cu înclinații dictatoriale. Ea organizează un joc ai cărui câștigători au dreptul să emigreze pe Venus, omplanetă fără un sistem guvernamental.
Gilbert Gosseyn, a cărui soție a murit de curând, participă și el la joc, având convingerea că va reuși să îl câștige. Spre surprinderea lui, află că el nu este cine crede că ar fi, iar soția lui moartă, Patricia, trăiește, tatăl ei fiind președintele Pământului. Gosseyn se trezește prins într-o intrigă pe care nu o înțelege și care îi aduce moartea.
Spre surprinderea lui, se trezește după o lună pe Venus, cu amintirea clară a morții precedente. Aici încearcă să ghicească în care dintre cei doi comandanți ai bazei galactice locale se poate încrede: Crang sau Prescott. Mașina îl contactează și ea, dezvăluindu-i că este un pion important în împiedicarea invaziei planetei Venus de către forțele care subminează rolul Mașinii cu ajutorul unui Imperiu galactic îndepărtat.
În timp ce Gosseyn încearcă să își afle identitatea, evenimentele se precipită. Pe planeta Venus se comite un adevărat genocid, dar lucrurile iau o turnură neașteptată, când localnicii organizează o apărare neașteptată și țin în șah forțele galactice mult mai bine înarmate. Președintele Pământului este asasinat, iar Mașina este distrusă de opozanții ei, care manipulează opinia publică să creadă că Mașina era adevăratul dușman al omenirii.
Incapabil să descurce ițele poveștii, Gosseyn nu are altă alternativă decât să pactizeze cu dușmanii săi, încercând să afle cine e și cum își poate antrena al doilea creier, care îl face diferit de ceilalți oameni. Când antrenamentul ajunge la un nivel satisfăcător, iese din umbră și păpușarul: Crang. Gosseyn reușește să oprească pe moment acțiunea Imperiului și află că este un exemplar dintr-un lung șir corpuri identice între care se transferă acceași personalitate.

## Lista personajelor
- Gilbert Gosseyn - om care a cărui personalitate este transferată între o serie de corpuri identice, crescute special în acest scop. Pare a fi un pion important al luptei împotriva unui imperiu galactic, dar nu își cunoaște rolul.
- Patricia Hardie - fiica președintelui Pământului și cea despre care Gosseyn păstrează amintirea falsă că i-ar fi soție. Îl ajută pe acesta în acțiunile sale.
- Michael Hardie - președintele Pământului și tatăl Patriciei, un pion în intrigile imperiului galactic
- Eldred Crang - comandantul bazei galactice locale, unul dintre cei care îl manipulează din umbră pe Gosseyn în timp ce dă impresia că este aliat cu forțele imperiului galactic.
- Jim Thorson - agentul principal al imperiului galactic și cel care îi ia locul președintelui Hardie după ce acesta este asasinat
- Mașina jocurilor - calculator gigantic desemnat să supravegheze evoluția omenirii pentru a nu permite ascensiunea la putere a persoanelor care dovedesc trăsături de caracter periculoase
- John Prescott - comandantul secund al bazei galactice locale
- Amelia Prescott - soția lui John
- Dr. Kair - psiholog care îl ajută pe Gosseyn să-și antreneze al doilea creier
- Dan Lyttle - paznic într-un hotel pământean, îl ajută pe Gosseyn să scape de urmărirea lui Thorson
- Lavoisseur - președintele Institutului de Semantică Generală și o versiune mai bătrână a lui Gosseyn
- X - mutant cu o fire crudă, una dintre copiile corpului lui Lavoisseur
- Enro cel Roșu - conducătorul unui imperiu intitulat Cel mai mare imperiu, membru al Ligii galactice și sub jurisdicția căruia se află sistemul solar

## Recepție critică
Romanul a fost ținta unui eseu critic al autorului și criticului Damon Knight. În "Cosmic Jerrybuilder: A. E. van Vogt", Knight scria că "departe de a fi 'clasică' în conformitate cu orice standard rezonabil, Lumea Ā este una dintre cele mai proaste povestiri de science fiction care pretinde că e pentru adulți publicate vreodată." Knight critică romanul prin prisma a patru aspecte: 
1. Intriga:  "Lumea Ā cuprinde numeroase contradicții, chei false și acțiuni irelevante... Este obiceiul lui [van Vogt] de a introduce un monstru, un gadget, sau o cultură extraterestră doar numind-o, fără să îi explice natura... Din aceste motive și din cele ale stilului, care nu are cursivitate și e greu de urmărit, van Vogt își ascunde acțiunea în așa măsură încât se desface în bucăți la sfârșit, evenimentul trecând fără a fi remarcat."
2. Caracterizarea: "Personajele lui Van Vogt comit în mod repetat eroarea de a fi surprinse de două ori de același eveniment. Acest fenomen e amuzant, deoarece denotă o problemă mentală... Cauza lui e reprezentată de inabilitatea de a absorbi un fapt nou înaintea scurgerii unui interval de timp ridicol de lung. În Lumea Ā există doisprezece exemple de acest gen."
3. Cadrul: "În lumea lui van Vogt, diferențele față de 1945... nu se ridică la mai mult decât (a) un guvern mondial; (b) câteva gadget-uri... van Vogt nu s-a obosit să integreze gadget-urile în fundalul tehnologic al povestirii și nici nu are o idee clară legată de natura lor."
4. Stil: "Exemplele de scriere de proastă calitate din Lumea Ā sunt nesfârșite. Părerea mea este că toată cartea e scrisă prost, cu foarte mici excepții."
Au existat însă și opinii apreciative la adresa cărții. Groff Conklin l-a considerat "cel mai exaltant, complex și derutant roman science fiction scris vreodată", în timp ce John W. Campbell a fost de părere că "o astfel de carte apare o dată la zece ani".

## Continuări
Lumea non-A a fost urmată de, Jucătorii non-A (1956) și de Sfârșitul non-A (1984). 
În 2008 John C. Wright a scris un nou capitol al poveștii lui Gilbert Gosseyn, Null-A Continuum în stilul lui van Vogt.

## Opere legate
Æon Flux (1991) de Peter Chung folosește multe elemente din Lumea non-A.
Seria japoneză manga și anime "The World of Narue" pornește de la simbolismul cărții.